# Leo Durañona
Leopoldo Durañona plus connu sous le nom de Leo Durañona, né le 14 mai 1938 à Buenos Aires, est un dessinateur argentin qui a surtout travaillé pour des éditeurs américains.

## Biographie
Leo Durañona naît le 14 mai 1938 à Buenos Aires. Il commence à travailler pour le marché argentin dans les années 1950 avant de partir en Europe où il dessine pour l'éditeur anglais Fleetway  puis il part travailler aux États-Unis et on trouve son nom chez plusieurs éditeurs. Chez Warren Publishing il dessine des histoires d'horreur surtout pour les magazines Eerie et Vampirella. Il travaille aussi pour Marvel Comics ou DC Comics où il crée le design du personnage de Richard Dragon, Kung-Fu Fighter sur un scénario de Denny O'Neil. Il devient ensuite storyboarder pour Hanna-Barbera, Disney et Universal. Dans les années 2000 il revient au comics et dessine pour Dark Horse Comics les séries Race of Scorpions et Indiana Jones and the Iron Phoenix. Il meurt le 22 février 2016 à Buenos Aires.